# Scleria kindtiana
Scleria kindtiana là loài thực vật có hoa trong họ Cói. Loài này được Graebn. miêu tả khoa học đầu tiên năm 1919.